# Avenida Presidente Bartolomé Mitre
La avenida Presidente Bartolomé Mitre es una importante arteria del Partido de Avellaneda, parte del Gran Buenos Aires.

## Extensión
Se extiende desde el Puente Pueyrredón, en la cabecera homónima del Partido de Avellaneda, hasta las calles Coronel Lynch y Doctor A. Caviglia, que son el límite con el Partido de Quilmes. La numeración se inicia en el 1 y termina en el 6.700, recorriendo unos 7 km en total. 
La Avenida continúa brevemente su recorrido por el Partido de Quilmes, cambiando su nombre por el de Avenida Dardo Rocha (hacia el sureste, en el Triángulo de Bernal) y Avenida Los Quilmes (hacia el suroeste)

## Características
La Avenida Presidente Bartolomé Mitre conforma un tramo de la Ruta Provincial 36, la principal ruta sin peaje que comunica la Ciudad Autónoma de Buenos Aires con la Autovía 2 y la Ruta Provincial 11.
En su tramo más ancho cuenta con 5 carriles por mano (contando además con un carril adicional habilitado para estacionar).

## Historia
Poco después de la fundación de la Ciudad de Buenos Aires, más precisamente el 24 de octubre de 1580, se reparten tierras que se extendían hacia el norte y sur de la ciudad entre tenientes y pobladores. Hacia el sur estas tierras comprendían la zona ubicada entre el Riachuelo y el "Valle de Santa Ana", más tarde llamado "El Pago de la Magdalena".
Antes de ello, casi de inmediato de fundada la ciudad, muchos de los hombres que acompañaban a Juan de Garay cruzaron el Riachuelo vadeándolo. De este modo se fueron surcando las primeras huellas hacia lo total desconocido y, así se estaba dando nacimiento a lo que, a partir del año 1611 toma el nombre de "Camino al Sud", nombre al que le sucedieron los de: "Camino Real al Sud", "Calle Real de la Campaña al Sud", "Camino de Buenos Aires a la Pampa", "Calle del General Bartolomé Mitre", allá por 1863.

## Intersecciones
- En el siguiente esquema, se muestran los cruces de calles y ferrocarriles más importantes en esta avenida. En el inicio, se representan también los distintos accesos y salidas del Nuevo Puente Pueyrredón.

|  |  | CONTg | RMCONTg |  |

|  | WASSERq | hKRZWae | RMoW2 | WASSERq |

| CONTgq_ochre | ABZq+lr_ochre | TBHF | SKRZ-Muq | STR+r violet |

|  | RMl | SKRZ-Mu | RMItu1eq | STR_violet |

|  |  | ABZgl+l | RMr + RM | STR_violet + CONTg_violet |

| fSTR+l | fSTRq | STRr+l | RMr | STR_violet |

| fSTR |  | ABZg+l | STRq_violet + CONTfq_violet | STRr violet |

| fSTR + fCONTf |  | STR + CONTg |  |  |

| fSTR |  | STR | ARCH |  |

| fSTR + fCONTf |  | STR + CONTg |  |  |

| fTEEl | STRq + CONTgq | TEEeq |  |  |

| fTEEl | STRq + CONTfq | TEEeq |  |  |

| fSTR + fCONTf |  | STR + CONTg |  |  |

| fSTR |  | STR | ARCH |  |

| fSTR + fCONTf |  | STR + CONTg |  |  |

| fTEEl | fSTRq + fCONTfq | TEEeq |  |  |

| fABZgl | fSTRq + fCONTfq | TEEeq |  |  |

| fSTR |  | STR |  |  |

| SKRZ-Gu | RGq | SKRZ-Gu |  | exlDAMPF |

| STR |  | TEEaq | STRq | CONTf@Fq |

| STR |  | TEEaq | STRq + CONTg@Gq | STRq |

| STR |  | RM |  |  |

| TEEaq | STRq + CONTfq | RMTEEeq + RM |  |  |

| STR |  | RM |  |  |

| STR |  | RM | ARCH |  |

| STR2 | STRc3 | RM |  |  |

| STRc1 | STRl+4 | RMKRZ | STRq |  |

| lDAMPF |  | SKRZ-Moq | TRAIN2 |  |

|  |  | RM |

|  | STRq | RMKRZ | STRq |  |

|  |  | MWPARKr | BUILDING |  |

|  |  | RM |

|  |  | RM | lNAT |  |

|  |  | RMTEEaq + RM | STR2+r | STRc3 |

|  |  | RM | STRc1 | STR+4 |

|  | STRq | RMTEEeq + RM |  | STR |

|  |  | RM |  | STR |

|  | STRq + CONTf@Fq | RMKRZ | STRq + CONTfq | TEEeq |

|  |  | RMTEEaq + RM | STRq + CONTgq | TEEeq |

|  | CONTg@Gq | RMTEEeq + RM |  | STR |

|  |  | RM |  | STR |

|  |  | RMTEEaq + RM | STRq + CONTgq | TEEeq |

|  | STRq | RMKRZ | STRq + CONTfq | TEEeq |

|  |  | RM |  | CONTf |

|  | STRq + CONTf@Fq | RMTEEeq + RM |  |  |

|  |  | RMCONTf |

## Recorrido

### Avellaneda Centro
- 0-299: Tramo de doble mano

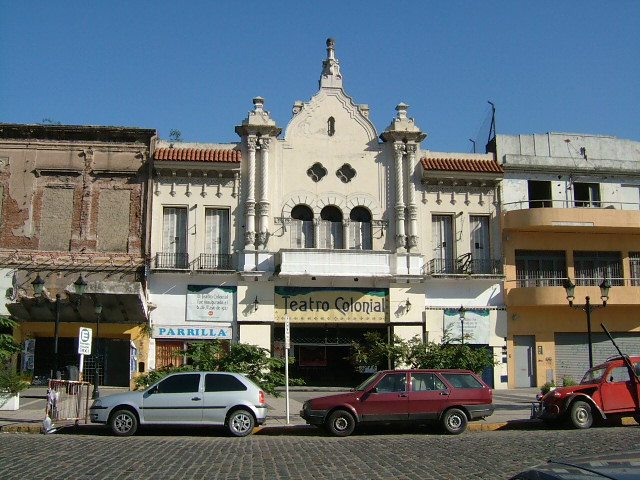
Teatro Colonial en Avenida Mitre 161.

  - 0: Punto de inicio de la Avenida Presidente Bartolomé Mitre (Puente Pueyrredón).
  - 161: Teatro Colonial de Avellaneda.
  - 299: Bajada del Nuevo Puente Pueyrredón. Para ir hacia Quilmes se debe doblar hacia la derecha para tomar la calle Maipú, luego inmediatamente doblar hacia la izquierda para continuar por Avenida Manuel Belgrano, finalmente a la altura del 1000 se dobla hacia la izquierda para tomar la calle Italia, que es la primera calle que permite retomar la Avenida Presidente Bartolomé Mitre.
- 300-1099: Tramo de mano única (hacia la Ciudad Autónoma de Buenos Aires). 
  - 300: Subida al Nuevo Puente Pueyrredón. Calle José I. Rucci (acceso a Avenida Hipólito Yrigoyen).
  - 366: Delegación Avellaneda Centro de la Municipalidad de Avellaneda (cuenta con el Museo Islas Malvinas). Plaza Alsina en Avenida Mitre 700.

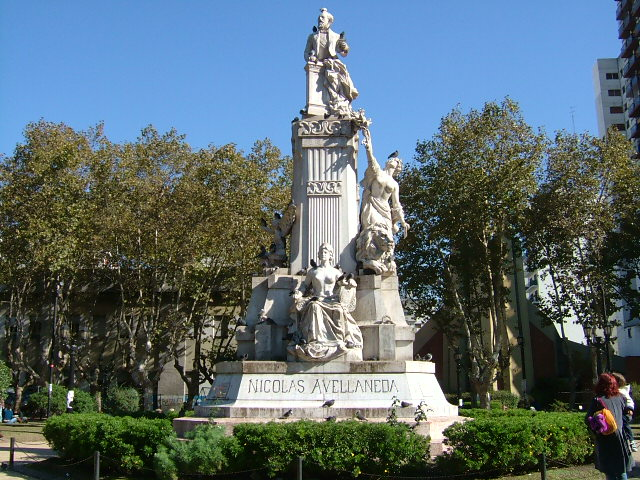
Plaza Alsina en Avenida Mitre 700.

  - 470: Sede del Club Atlético Independiente.
  - 485: Multicentro de Atención al Cliente de CableVision.
  - 655: Oficina Comercial de EDESUR.
  - 700: Plaza Alsina (Monumento a Nicolás Avellaneda, Feria Artesanal). Acceso a Dock Sud por Calle 25 de Mayo.
  - 750: Facultad Regional Avellaneda de la Universidad Tecnológica Nacional.
  - 934: Sede del Racing Club.
  - 972: Librería Comercial El Ángel
  - 991: Automóvil Club Argentino
  - 1041: "La casa del avioncito", actual confitería Ibiza, casa que perteneció a los padres del aviador Pedro Garré.

- 1100-1380: Tramo de doble mano
  - 1100: Calle Italia

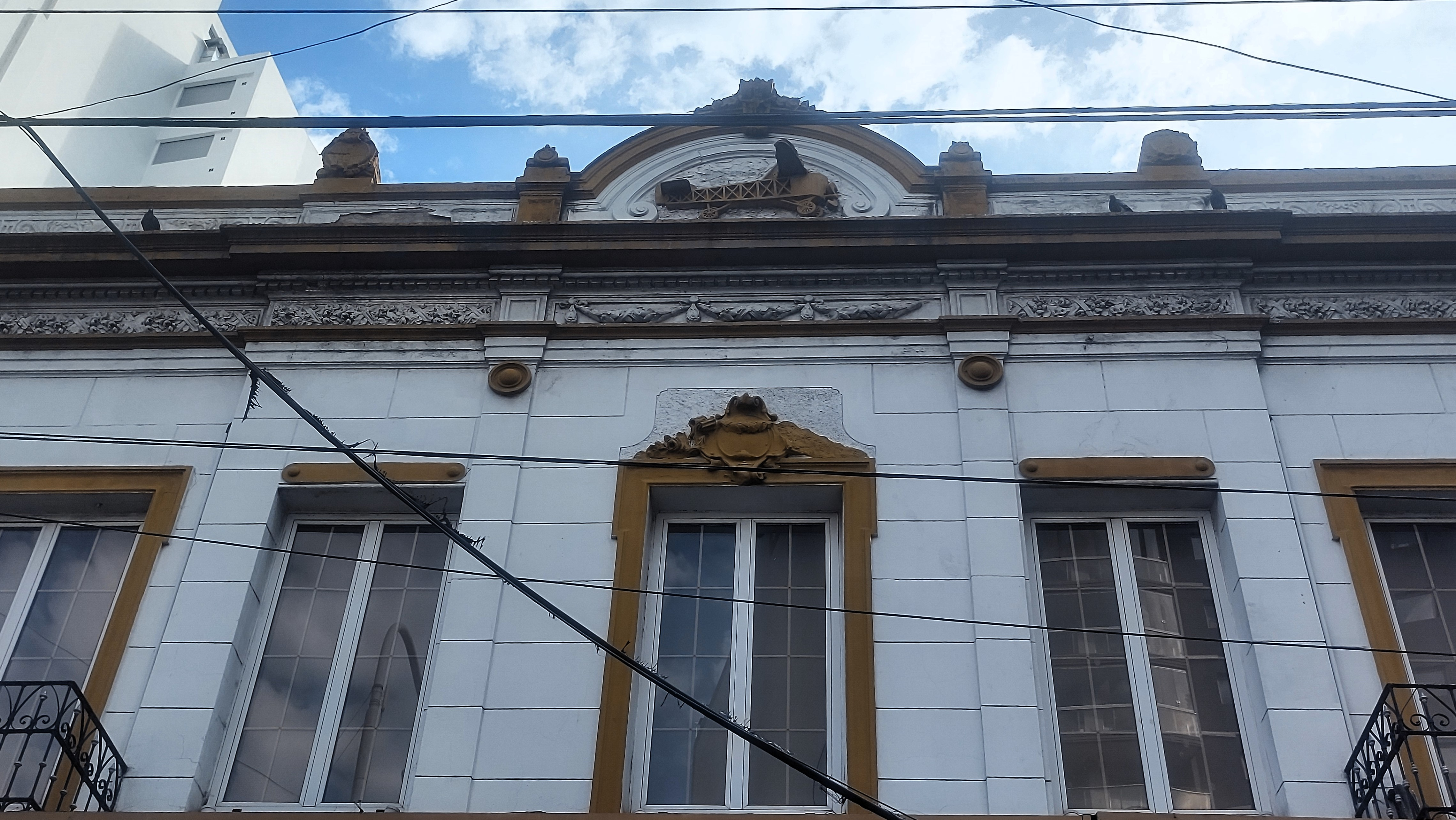
La "Casa del avioncito", al 1041

  - 1128: Registro del Automotor (Avellaneda N° 7).

### Crucecita
- 1380-2299: Tramo de doble mano

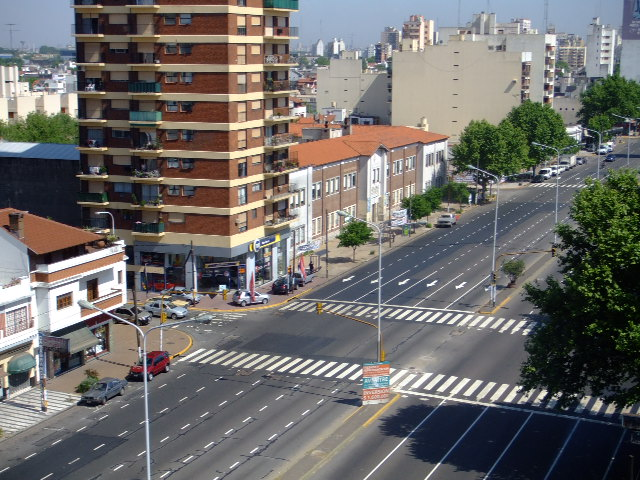
Av. Mitre en Crucecita

  - 1380: Víaducto del Ferrocarril Roca exclusivo cargas (límite Avellaneda Centro - Crucecita).
  - 1514: Centro de Atención de MetroGAS.
  - 1916: Ex Centro Comercial de Telefónica de Argentina.
  - 2125: Escuela "Juan Bautista Alberdi".
  - 2226: Museo Tradicionalista "Martín Fierro".

### Sarandí
- 2300-3999: Tramo de doble mano
  - 2300: Calle Comandante Spurr (límite sudoeste Crucecita - Sarandí).
  - 2300 ~ 2400: Límite Crucecita - Sarandí.
  - 2400: Calle Hernán Cortés (límite noreste Crucecita - Sarandí).
  - 2500: Calle Anatole France.
  - 2800: Viaducto del Ferrocarril General Roca y estación Sarandí. Acceso a la Avenida Agustín Debenedetti por Calle Comandante Craig.
  - 3300: Centro Comercial COTO.

### Villa Domínico
- 4000-5599: Tramo de doble mano
  - 4000: Calle San Lorenzo (límite sudoeste Sarandí - Villa Domínico).
  - 4000 ~ 4500: Límite noreste Sarandí - Villa Domínico.
  - 4500: Calle Altolaguirre (límite noreste Sarandí - Villa Domínico).
  - 4700: Parque Dominico
  - 4900: Calle Centenario Uruguayo.
  - 5000: Polideportivo José María Gatica.
  - 5100: Avenida Ramón Franco.

### Wilde
- 5600-6699: Tramo de doble mano
  - 5600: Calle Coronel Méndez (límite sudoeste Villa Domínico - Wilde).
  - 5600 ~ 5700: Límite Villa Domínico - Wilde.
  - 5700: Calle Lobos (límite noreste Villa Domínico - Wilde).
  - 6300: Avenida Fabián Onsari / calle Las Flores.
  - 6700: Calle Coronel Lynch / Dr. A. Caviglia (límite con el partido de Quilmes). Punto final de la Avenida Presidente Bartolomé Mitre (cambio a avenidas Dardo Rocha / Los Quilmes).

- Datos: Q5713992